# Tendinitis rotuliana
La tendinitis rotuliana, que también es conocido como rodilla de saltador, es una lesión por uso excesivo del tendón que endereza la rodilla.

## Síntomas
Los síntomas incluyen dolor en la parte delantera de la rodilla. Normalmente, el dolor y la sensibilidad se producen en la parte inferior de la rótula, aunque también pueden afectar a la parte superior. Las complicaciones pueden incluir ruptura del tendón rotuliano.

## Factores de riesgo
Los factores de riesgo incluyen la práctica de deportes y el sobrepeso. Es especialmente común en atletas que practican deportes de salto como el baloncesto y el voleibol. El mecanismo subyacente implica pequeños desgarros en el tendón que conecta la rótula con la tibia.

## Diagnóstico
El diagnóstico generalmente se basa en los síntomas y el examen. Otras afecciones que pueden parecer similares son  la bursitis infrapatelar, la condromalacia rotuliana y el síndrome patelofemoral.

## Tratamiento
El tratamiento suele incluir reposo de la rodilla y fisioterapia. Sin embargo, la evidencia de los tratamientos, incluido el descanso, es escasa. Es relativamente común con aproximadamente  un 14% de los atletas actualmente afectados. Los hombres se ven más comúnmente afectados que las mujeres. El término "rodilla de saltador" fue acuñado en 1973.